# اولیویه پرودو
اولیویه پرودو (فرانسوی: Olivier Perraudeau‎؛ زادهٔ ۹ نوامبر ۱۹۷۲) دوچرخه‌سوار اهل فرانسه است.